# Parafia św. Wojciecha w Białej Rawskiej
Parafia św. Wojciecha Biskupa i Męczennika w Białej Rawskiej – parafia rzymskokatolicka należąca do dekanatu Biała Rawska diecezji łowickiej.
Parafia liczy 7909 wiernych.
Erygowana w XIV wieku.

## Zasięg parafii
Do parafii należą wierni z miejscowości: Aleksandrów, Biała Rawska, Błażejewice, Bronisławów, Chrząszczew, Chrząszczewek, Emilówka, Franklin, Koprzywna, Krukówka, Marchaty, Marianów, Narty, Niemirowice, Orla Góra, Ossa, Pągów, Pieńki Lesiewskie, Podsędkowice, Porady Górne, Przyłuski, Rokszyce, Rosławowice, Rzeczków, Słupce, Stanisławów, Stara Wieś, Szwejki Małe, Teodozjów, Teresin, Wola-Chojnata, Wólka Lesiewska, Zakrzew, Zofiów, Żurawia i Żurawka.

## Proboszczowie
źródło: 

- XIV w. : Jakub
- XIV w. : Klemens h. Ciołek
- 1439 : Mikołaj
- XV w. : Piotr z Bnina Moszyński
- 1645–1676 : ks. Łukasz Bobrecki
- 1676–1713 : ks. Stanisław Jarzyna
- 1713–1717 : ks. Maciej Turowski
- 1717–1731 : ks. Stanisław Zeno Jankowski
- 1731–1760 : ks. Michał Kazimierz Sakowski
- 1760–1774 : ks. Jacek Sakowski
- 1774–1796 : ks. Karol Sarnowski
- 1796–1803 : o. Romuald Sikaczyński
- 1803–1831 : ks. Ignacy Grabowski
- 1831–1870 : ks. Leon Zawadzki
- 1870–1879 : ks. Ignacy Kamiński
- 1879–1907 : ks. Jakub Godlewski
- 1907–1908 : ks. Teofil Pląskowski
- 1908–1947 : ks. Roman Radliński
- 1947–1957 : ks. Wincenty Trojanowski
- 1957–1972 : ks. Stanisław Gruda
- 1972–1977 : ks. Antoni Klimka
- 1977–1986 : ks. Jan Makowski
- 1986–1994 : ks. Czesław Młynarczyk
- 1994–2008 : ks. Józef Jeromin
- 2008–2016 : ks. Robert Kwatek
- od 2016 : ks. Bogdan Zatorski